# Amyloidos
Amyloidos är en grupp av sjukdomar där olösliga proteinkomplex, amyloid, upplagras i vävnaderna. De olösliga proteinkomplexen klumpar ihop sig och ser i mikroskop ut på ett speciellt sätt. Namnet amyloid kommer från amylum, det latinska namnet för stärkelse, eftersom man ursprungligen trodde att de upplagrade ämnena utgjordes av kolhydrater.
Ihopklumpning av amyloid kan ske i många olika organ och vävnader. Biopsier görs vid misstänkt amyloidos.

## Vanliga amyloidoser
Följande amyloidoser är vanligen förekommande. Namngivningen hör ihop med amyloidernas namn, som i sin tur skapas av namnet på det protein som ingår i dem.
- AL-amyloidos (A = amyloid, L = immunoglobulin light chain), kallades tidigare primär amyloidos eller myelomassocierad amyloidos.
- AA-amyloidos (efter protein AA, som är ett N-terminalt proteolytiskt fragment av apolipoproteinet serum AA, SAA), kallades förr sekundär systemisk amyloidos. Denna form uppträder som en följd av en kronisk inflammatorisk sjukdom, framför allt reumatoid artrit, men ibland även vid Morbus Bechterew, psoriasisartrit eller Crohns sjukdom.
- Transtyretinderiverad amyloidos (efter plasmaproteinet transtyretin, TTR, tidigare kallat prealbumin), som finns dels i familjär form, dels som icke-ärftlig senil systemamyloidos.
  - Familjär amyloidotisk polyneuropati (FAP) är en form av TTR-amyloidos, som hör ihop med en punktmutation i TTR-genen. Denna form är vanlig i Sverige och kallas även Skelleftesjukan.
- Andra familjära amyloidosformer innefattar bland annat sådana som hör ihop med mutation i genen för gelsolin, vilket förekommer dels i finsk systemisk amyloidos med bl.a. facial polyneuropati (Meretoja), och dels på andra håll i världen.
- Beta-2-mikroglobulinamylos (Beta-2-mikroglobulin är den korta kedjan i MHC klass I), som nästan enbart drabbar patienter som behandlas med kronisk hemodialys.

Alzheimers sjukdom är också ett slags amyloidos, eftersom amyloid förekommer i samband med den.
Primär amyloidos upptäcks ofta i njuren vid nefrotiskt syndrom.